# Uroš Brežan
Uroš Brežan (ur. 12 kwietnia 1972) – słoweński polityk i samorządowiec, burmistrz gminy Tolmin kilku kadencji, parlamentarzysta, w latach 2022–2023 minister.

## Życiorys
W 1991 ukończył szkołę średnią w Tolminie, a w 2001 studia na wydziale ekonomicznym Uniwersytetu Lublańskiego. W pracy zawodowej zajmował się marketingiem. W 2004 został wiceprzewodniczącym Partii Młodych Słowenii, pełnił tę funkcję do 2014. W latach 2005–2006 zajmował stanowisko dyrektora lokalnego centrum biznesowego. W 2006 wybrany po raz pierwszy na burmistrza gminy Tolmin, uzyskiwał następnie reelekcję na kolejne kadencje. Wszedł w międzyczasie w skład Komitetu Regionów. W kadencji 2012–2017 zasiadał w Radzie Państwa. W 2022 związał się z ugrupowaniem Ruch Wolności Roberta Goloba.
W czerwcu 2022 objął funkcję ministra środowiska i zagospodarowania przestrzennego w rządzie lidera swojej partii. W styczniu 2023 w tym samym gabinecie przeszedł na nowo utworzone stanowisko ministra zasobów naturalnych i przestrzeni kosmicznej. Zakończył urzędowanie w październiku tegoż roku.